# Tierney Sutton
Tierney Sutton (28 de junio de 1963 (61 años) es una cantante de jazz estadounidense.

## Biografía
Cinco veces candidata para el Grammy a "Mejor Álbum de Jazz Vocal", fue Jazzweek Vocalist del 2005. Sutton nació en Omaha, Nebraska y fue educada en Universidad Wesleyana en Middletown, Connecticut y en el Berklee College of Music en Boston, Massachusetts.
En los pasados 20 años, Sutton ha encabezado la Tierney Sutton Band que presenta al pianista Christian Jacob, los bajistas Trey Henry y Kevin Axt y el batería Ray Brinker. Hacen giras por todo el mundo y en años recientes han actuado en el Carnegie Hall, el Hollywood Bowl y en el Jazz at Lincoln Center. Durante once años, Sutton enseñó en el Departamento de Estudios de Jazz de la Universidad del Sur de California. En 2008, obtiene el cargo de Responsable del Departamento Vocal en la Academia de Música de Los Ángeles en Pasadena, California.
Recientemente también ha actuado en un formato de trío con Hubert Laws de flautista y el guitarrista Larry Koonse.
El éxito de Tierney Sutton se basa en su capacidad para difundir su talento vocal a través de una amplia gama de materiales, desde lo tradicional a lo contemporáneo y más allá.
Sutton ha sido seguidora del bahaismo desde 1981 y explica el estilo de su banda como «basado en los principios bahaíes. Hay una gran sensación de que lo que hacemos es algo espiritual, y la voz de todos necesita ser escuchada».

## Discografía
- 1998 - Introducing Tierney Sutton
- 2000 - Unsung Heroes
- 2001 - Blue in Green
- 2002 - Something Cool
- 2004 - Dancing in the Dark
- 2005 - I'm with the Band
- 2007 - On the Other Side
- 2009 - Desire
- 2011 - American Road (released by BFM Jazz)
- 2011 - Grade 3 featured on the Shine On! Volume One album. (Released September 30, 2011)[7]
- 2013 - After Blue (lanzado por BFM Jazz)
- 2014 - Paris Sessions

- 2016 - The Sting Variations (BFM)